# Чуга (одежда)
Чу́га (чухания, чуча, чухуния, цуха, гунька) (пол. czuha, укр. чуга), сюр (венг. szűr) — мужская верхняя одежда жителей Карпат — русинов, гуралей, лемков, бойков, гуцулов, проживающих на территории Польши, Украины, Венгрии, Румынии, Моравии.

## Этимология
чу́га: «долгий кафтан», чуга́й — то же, укр. чу́га, чуга́й, блр. чуга́й, др.-русск. чуга «узкий кафтан», польск. czuha
Из тур.čоḫа, čоkа «сукно», крым.-тат. čukа «сукно», уйг. čögä «одежда» См. чо́ха, чуха́.

## Описание
Чуга - широкий лемковский плащ из коричневого домотканого шерстяного сукна с ложными рукавами, которые сшивались снизу и служили просторными карманами, с очень длинным воротником, свисающим за плечи до уровня пояса, который в дождливую погоду или шторм мог быть накинут на голову и служить капюшоном. У венгров капюшон чуги-сюра со временем выродился в прямоугольный кусок ткани. Обычно носится накинутым на плечи, как пелерина, достигая середины икры.
Чуга украшается длинными свисающими нитями, бахромой, сплетенной в косы или связанной в мережку, вышивкой. В зависимости от региона чуга отличалась характером и количеством декора.
Была широко распространена среди карпатских лемков и считалась символом достатка. В Венгрии же, наоборот, вплоть до начала XIX века сюр считался бедняцкой одеждой.
На Слобожанщине чугой называли длинный кафтан.
В Забайкалье и Тобольской губернии в XIX-начале XX века термином «чуга́» (также чуга́й, чуга́ня) обозначался мужской демисезонный зипун с клиньями, носившийся весной и осенью. Ранее, в Московской Руси (употребление термина известно с XVI в.) чуга представляла собой узкий, приталенный кафтан для верховой езды.